# Gastronomía de Mallorca

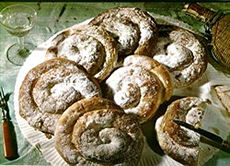
Ensaimadas.

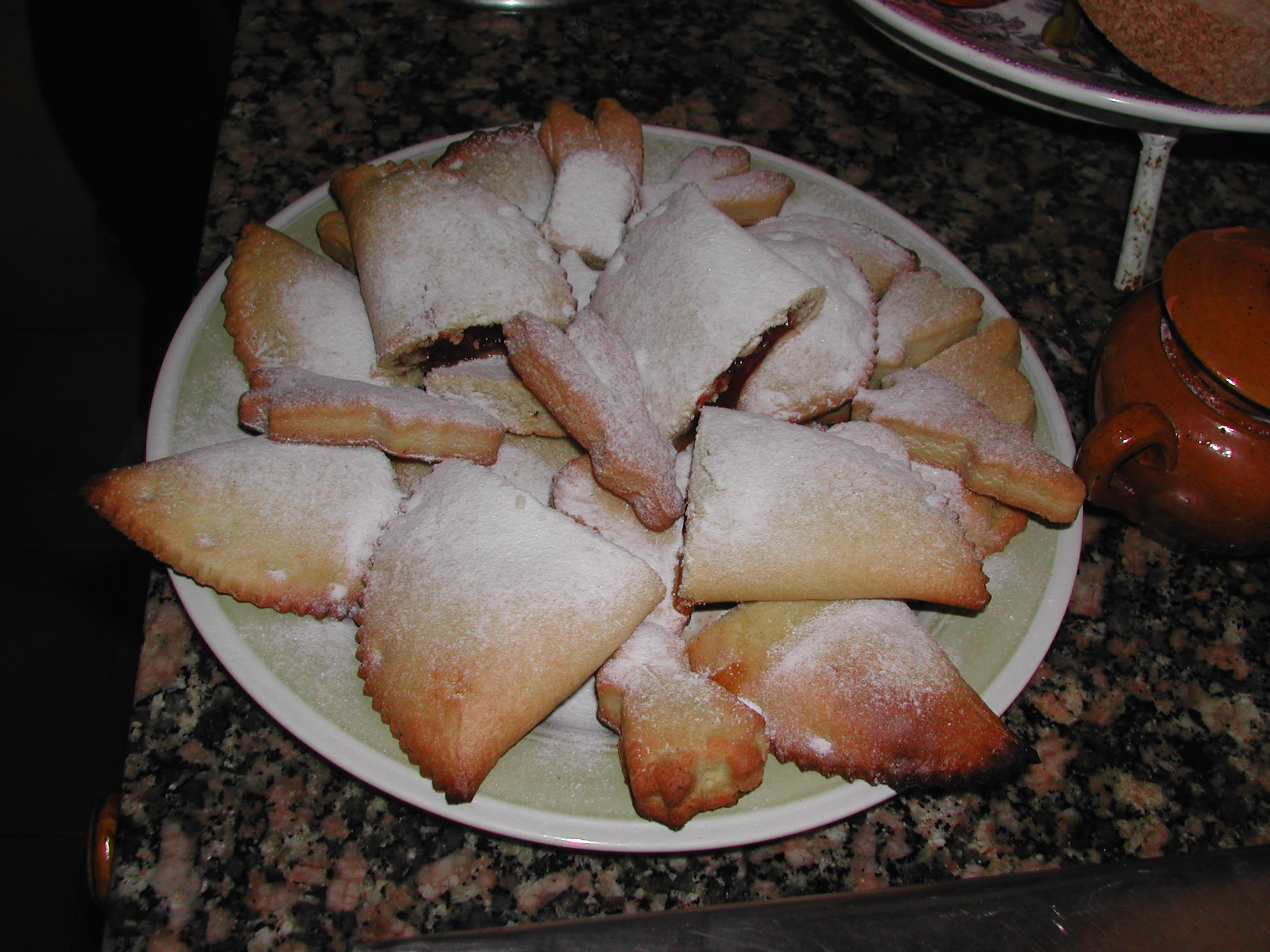
Rubiols horneados.

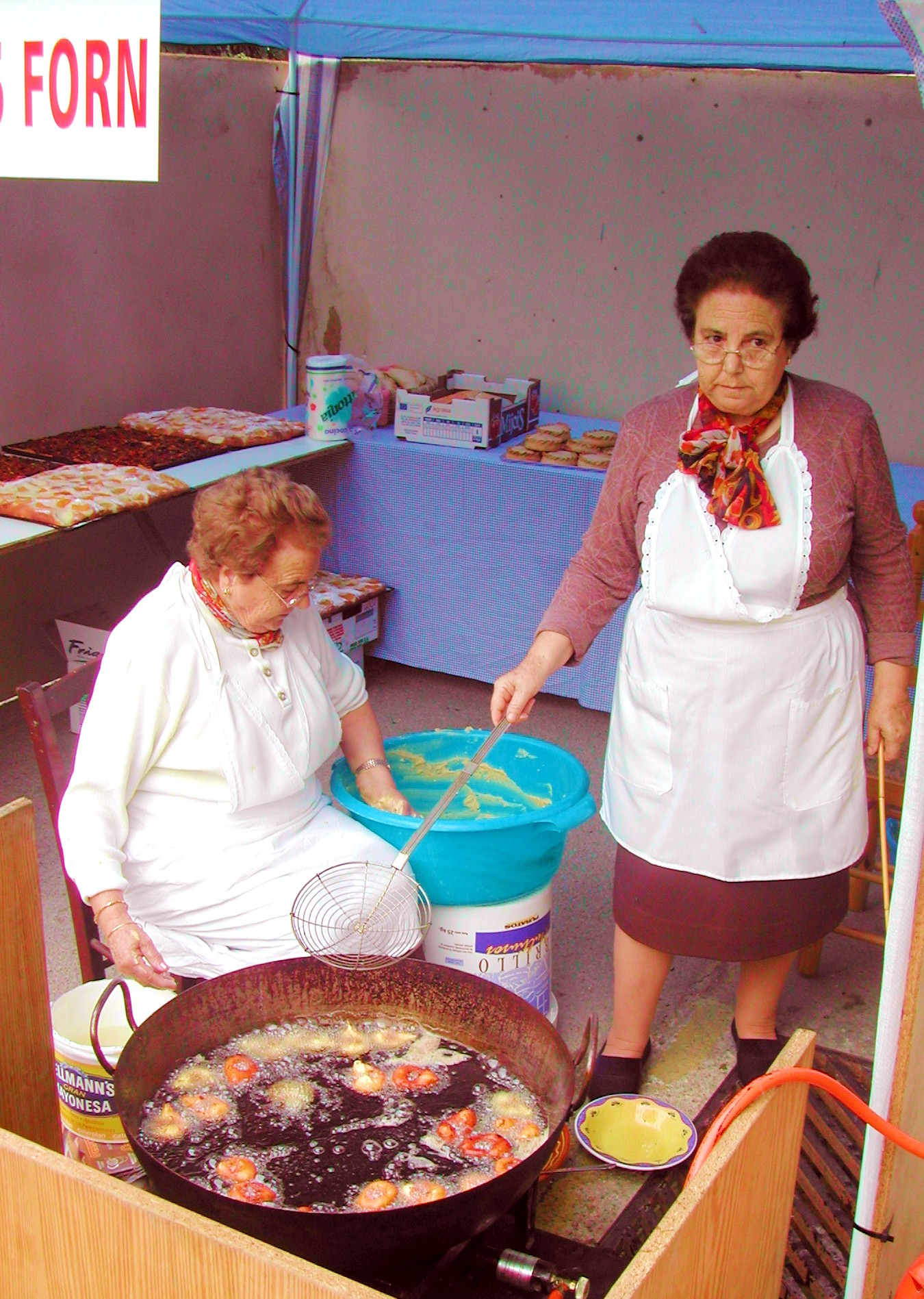
Mujeres friendo buñuelos de viento.

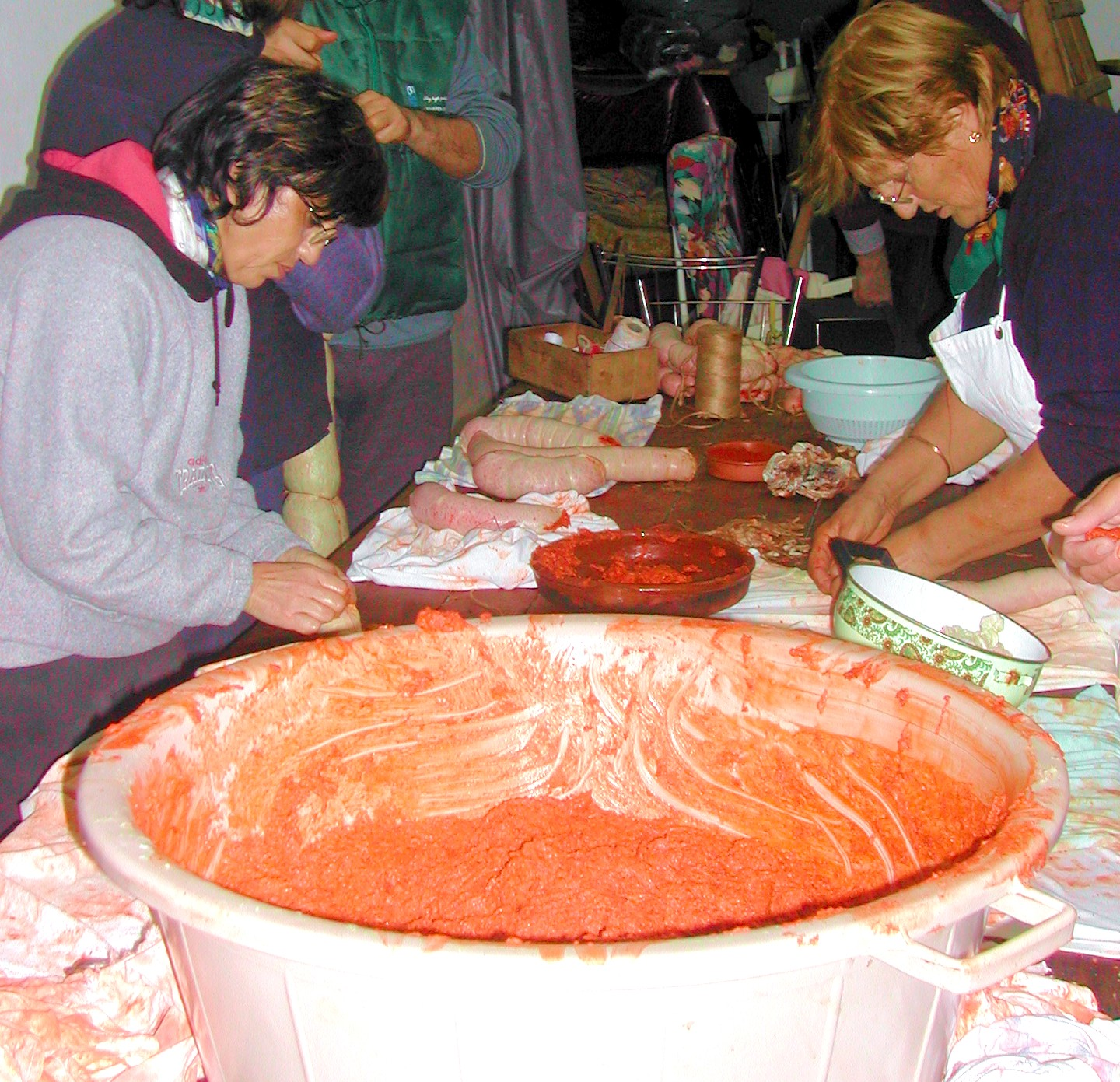
Elaboración de sobrasada el día de la matanza.

La gastronomía de Mallorca es el conjunto de recetas propias e ingredientes típicos de Mallorca (Baleares, España), una isla grande dividida en tres partes: la sierra de Tramontana, la sierra de Levante y la llanura entre ambas. El cultivo de hortalizas y cereales y la cría de cerdos en el interior se complementa con la pesca de la costa. Las matanzas son muy importantes en la isla, ya que permiten aprovechar todo el cerdo en una variedad de embutidos y por supuesto también en la ensaimada. La isla cuenta con gran tradición panadera y pastelera, ya que al datar del siglo XIV, es uno de los gremios más antiguos del país y, de hecho, buena parte de sus hornos tienen más de 200 años.

## Ingredientes básicos
- Pescado y marisco de toda clase.
- Hortalizas y legumbres de toda clase: ajo, tomate, berenjena, pimiento, patata, alcachofa, haba, cebolla.
- Carne: cerdo.
- Grasas: Sobre todo aceite de oliva de Mallorca, pero también, a veces, manteca. No suele encontrarse mantequilla, nata ni otros aceites.
- Especias: sal, pimienta negra, guindilla.

## Especialidades
- Ensaimada: El producto mallorquín más conocido fuera de la isla, es una pasta blanda y cocida con manteca (grasa de cerdo), de forma circular y espolvoreada con azúcar glas. Este dulce se produce con denominación de origen y suele superar los 15 cm de diámetro, llegando a veces al medio metro (fuera de Mallorca suele ser más pequeño).
- Sobrasada: Es un embutido con denominación de origen protegida por la Unión Europea. Se hace con carne magra de cerdo, manteca y pimentón molido. Se conserva en tripa y se sirve cruda, frita o asada, fría o caliente, con dulce o salado. También hay una denominación de origen específica para la sobrasada de Mallorca hecha con cerdo ibérico de la isla.
- Cocas. La coca de trempó es una coca de recapte (variada) con diversas hortalizas. Esta coca está extendida fuera de Mallorca, especialmente en la Comunidad Valencia y en el Ponent catalán. Otras cocas son la de sebo, hecha a base de masa fresca de ensaimada, y la de pimiento asado.
- Frito (frit): Es un plato tradicional elaborado con carne, asadura, hígado y sangre cocida de cerdo, oveja, cabrito o incluso pavo, todo ello frito en aceite de oliva con cebolla, tomate, pimiento y patata. Es un plato de origen judío que ya se cita en varios recetarios antiguos, como el Llibre de Sent Soví (siglo XIV).
- Pan con aceite (pa amb oli): Es un plato hermano del pan con tomate andaluz, cambiando el tipo de pan empleado y la cantidad de tomate. Se suele acompañar típicamente con embutido, pescado, queso, etcétera.
- Arroz brut (arròs brut): Es un arroz caldoso y especiado, cocinado originalmente con productos de la huerta, carne y caza, además de embutidos de la zona, como la sobrasada o el butifarrón.

## Otros platos típicos
- Buñuelos de viento, una receta de origen árabe presente también en la Comunidad Valenciana y Cataluña.
- Empanada, que en una versión única de la isla, el cocarroi, tiene forma redondeada.
- Tumbet, un plato hecho a base de capas de verduras (patata, berenjena, pimiento rojo, a veces calabacín) cortadas en rodajas, fritas y cubiertas de  salsa de tomate, que se puede comer frío o caliente como primer plato o para acompañar carnes y pescados. Puede añadirse carne, incluso algo de sobrasada, o pescado en trozos como una capa más para obtener un tumbet de carne, de sobrasada o de pescado. También es típico de las Pitiusas.
- Galletas de Inca, una clase de galletas de pan que se rompen longitudinalmente con facilidad y pueden rellenarse de lo que se quiera.
- Rosario azucarado (rosari ensucrat), una ristra de dulces típicos de palma que se regala a los hijos y nietos pequeños por Pascua, junto a los panellets.
- Rubiol, una empanada dulce parecida a la casqueta catalana o al pastisset dulce valenciano. Es típico de Mallorca y Menorca.
- Crespeis

## Bebidas típicas
- Hierbas.
- Palo.
- Mesclat.

## Fiestas gastronómicas
Por San Juan se celebra el primer sábado de octubre la Fiesta de la Butifarra, una fiesta popular en la que se consume gran cantidad de longanizas y sobrasada. En muchos pueblos de la isla las matanzas son un acontecimiento festivo que involucra a todo el pueblo. La fiesta popular de Binisalem es Sa Vermada (o sea, la vendimia). Existe también un concurso anual organizado por Oli de Mallorca donde los mezcladores se enfrentan cara a cara para hacer el cóctel más creativo utilizando el aceite de oliva extra virgen de la isla. Y cada noviembre, el festival Fira de l'Oliva tiene lugar en Caimari, un espectacular escenario rodeado de olivares a los pies de la Serra de Tramuntana. 